# Skytten (stjärnbild)
För andra betydelser, se Skytten (olika betydelser).
Skytten (Sagittarius på latin) är en stjärnbild på ekliptikan. Konstellationen är en av de 88 moderna stjärnbilderna som erkänns av den Internationella Astronomiska Unionen.
Stjärnbilden ligger i riktning mot Vintergatans centrum och är full av ljusstarka stjärnor och djuprymdsobjekt, framför allt stjärnhopar, både öppna och klotformiga.
Skytten är också en av zodiakens stjärntecken med symbolen  (♐, unicode-tecknet U+2650).

## Historik
Skytten var en av de 48 konstellationerna som listades av astronomen Klaudios Ptolemaios i hans samlingsverk Almagest.

## Mytologi
Stjärnbilden föreställer kentauren Keiron, som var odödlig men som blev träffad av en av Herakles giftiga pilar och valde att dö istället för titanen Prometheus. Gudarna värdesatte Keiron högt och när han dog placerade gudarnas konung Zeus honom bland stjärnorna på himlen i form av stjärnbilden Skytten.

## Stjärnor

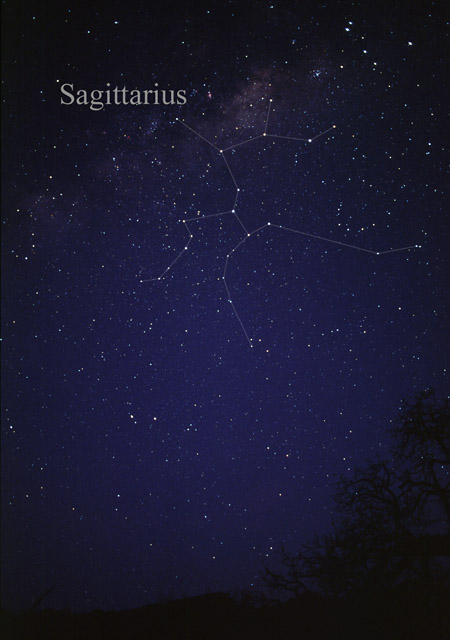
Stjärnbilden Skytten (Sagittarius) somden kan ses med blotta ögat.

Skytten en stjärnbild som innehåller många ljusstarka stjärnor.
- ε - Epsilon Sagittarii (Kaus Australis) är en dubbelstjärna med den kombinerade magnituden 1,79. Egennamnet är arabiskt och latinskt och betyder ”den södra bågen”. Den bildar tillsammans med Delta Sagittarii (Kaus Media) och Lambda Sagittarii (Kaus Borealis) skyttens båge.[5]
- σ - Nunki (Sigma Sagittarii) är näst ljusstarkast med magnitud 2,1. Den är också den ljusstarkaste stjärnan som kan ockulteras av en planet. Det gäller endast planeten Mars och hände senaste den 3 september 423 e. Kr. Dess moderna namn Nunki är ett assyriskt eller babyloniskt namn som arkeologen R. H. Allen återinförde.[6]
- δ - Delta Sagittarii (Kaus Media) är en multipelstjärna av spektralklass K3 III och med magnitud 2,72. Egennamnet betyder ”den mellersta bågen”. Delta Sagittarii figurerar i romanen ”Into the Sea of Stars” av William R. Forstchen (1969).
- λ - Lambda Sagittarii (Kaus Borealis) är en orange jättestjärna med magnitud 2,82. Egennamnet betyder ”den södra bågen”.
- α - Alfa Sagittarii (Rukbat) är en blå dvärgstjärna av magnitud 3,97. Egennamnet är arabiska för ”knä”, vilket stjärnan delar med Delta Cassiopeiae. Alfa Sagittarii förekommer i Anne McCaffreys romanserie “Dragonriders of Pern”.
- β - Beta Sagittarii (Arkab) består av två stjärnor som delar Bayer-beteckning. Den starkare, Arkab Posterior, har magnitud 4,27 och den svagare, Arkab Prior, 7,4.
- ζ - Zeta Sagittarii (Ascella) är också en dubbelstjärna med den kombinerade ljusstyrkan 2,60.
- ϕ - Fi Sagittarii är en jätte av spektraltyp B8 och magnitud 3,17.
- π - Pi Sagittarii (Albaldah) är en trippelstjärna med den kombinerade magnituden 2,88. Den egyptiske astronomen Al Achsasi al Mouakket kallade den Nir al Beldat i sin stjärnkatalog Calendarium (i mitten av 1600-talet). Det översattes senare till latin, som Lucida Oppidi, vilket betyder “ljusast i staden”.[2]

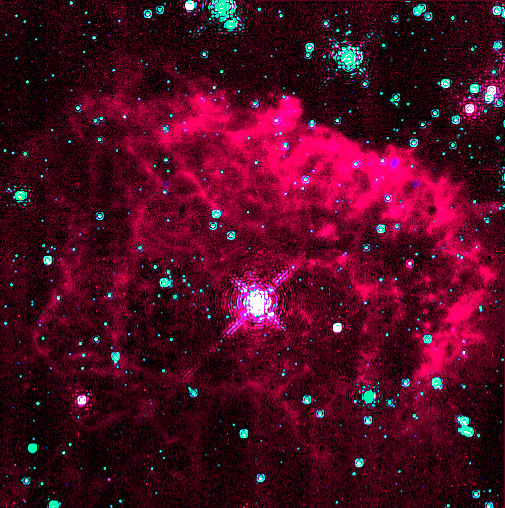
Foto av Pistolstjärnan och Pistolnebulosan taget med NICMOS (Near Infrared Camera and Multi-Object Spectrometer).

- γ - Gamma Sagittarii (Alnasl, Nushaba) är en jättestjärna av spektraltyp K0 III och magnitud 2,98.
- τ - Tau Sagittarii är en orange jätte av spektraltyp K1 III och magnitud 3,31.[7] Tau Sagittarii är känd bland astronomer som den synliga stjärna som är närmaste den så kallade Wow-signalen – en första och enda radiosignalen som mottagits från rymden med misstanken att den skapats av utomjordisk intelligens. Signalen mottogs av SETI-forskaren Jerry R. Ehman i augusti 1977. Den varade i 72 sekunder, men har aldrig upprepats. Namnet Wow-signalen kommer av Ehmans tillkännagivande, då han ringade in signalen och skrev ”Wow!” bredvid.[2]
- η - Eta Sagittarii (Sephdar, Ira Furoris) är också en multipelstjärna av magnitud 3,08. Tidigare räknades Sephdar till Kikaren där den hade Bayer-beteckningen Beta Telescopii.
- Pistolstjärnan är en av de mest luminösa stjärnor som astronomerna känner till. Den är ungefär fyra miljoner gånger ljusstarkare än solen och har en massa av 120-200 solmassor. Den ligger på 25000 ljusårs avstånd, men skulle ändå vara en stjärna av magnitud 4, om det inte låg så mycket interstellär gas emellan. Stjärnan har fått namn av den nebulosa som den lyser upp, Pistolnebulosan.
- KW Sagittarii är en av de största kända stjärnorna. Den är en röd jättestjärna som varierar i ljusstykra 8,5 – 11.0. Den har en diameter som är 1460 gånger solens.
- μ - My Sagittarii (Polis) är en multipelstjärna där huvudkomponenten, Polis A, varierar i ljusstyrka 3,84 – 3,96.
- ρ - Rho Sagittarii är en dubbelstjärna med magnitud 3,93.
- υ - Ypsilon Sagittarii är en spektroskopisk dubbelstjärna som är vätefattig.
- Ross 154 (V1216 Sagittarii) är en röd dvärg som befinner sig på endast 9,68 ljusårs avstånd från jorden.

## Djuprymdsobjekt

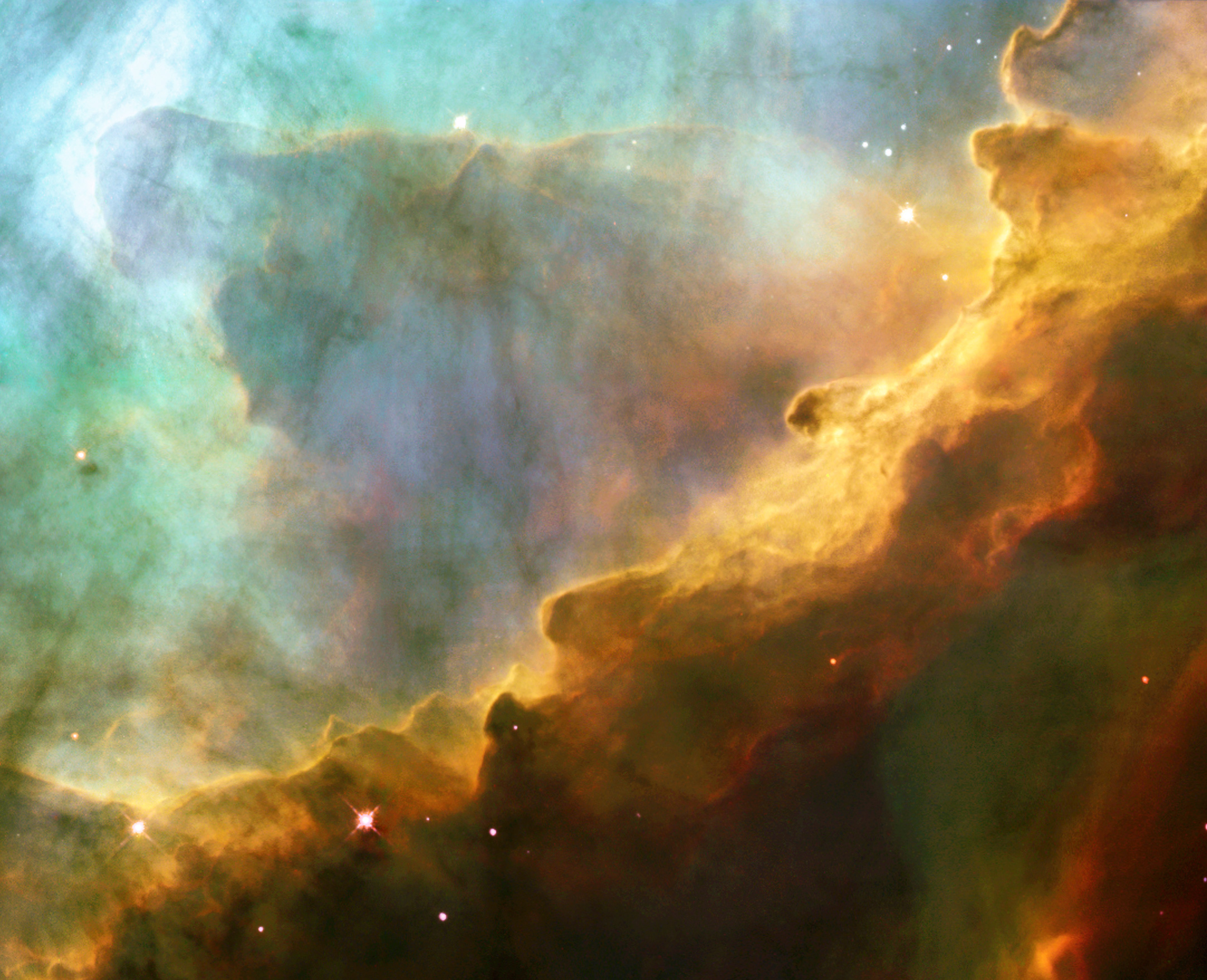
Del av Omeganebulosan, Messier 17.

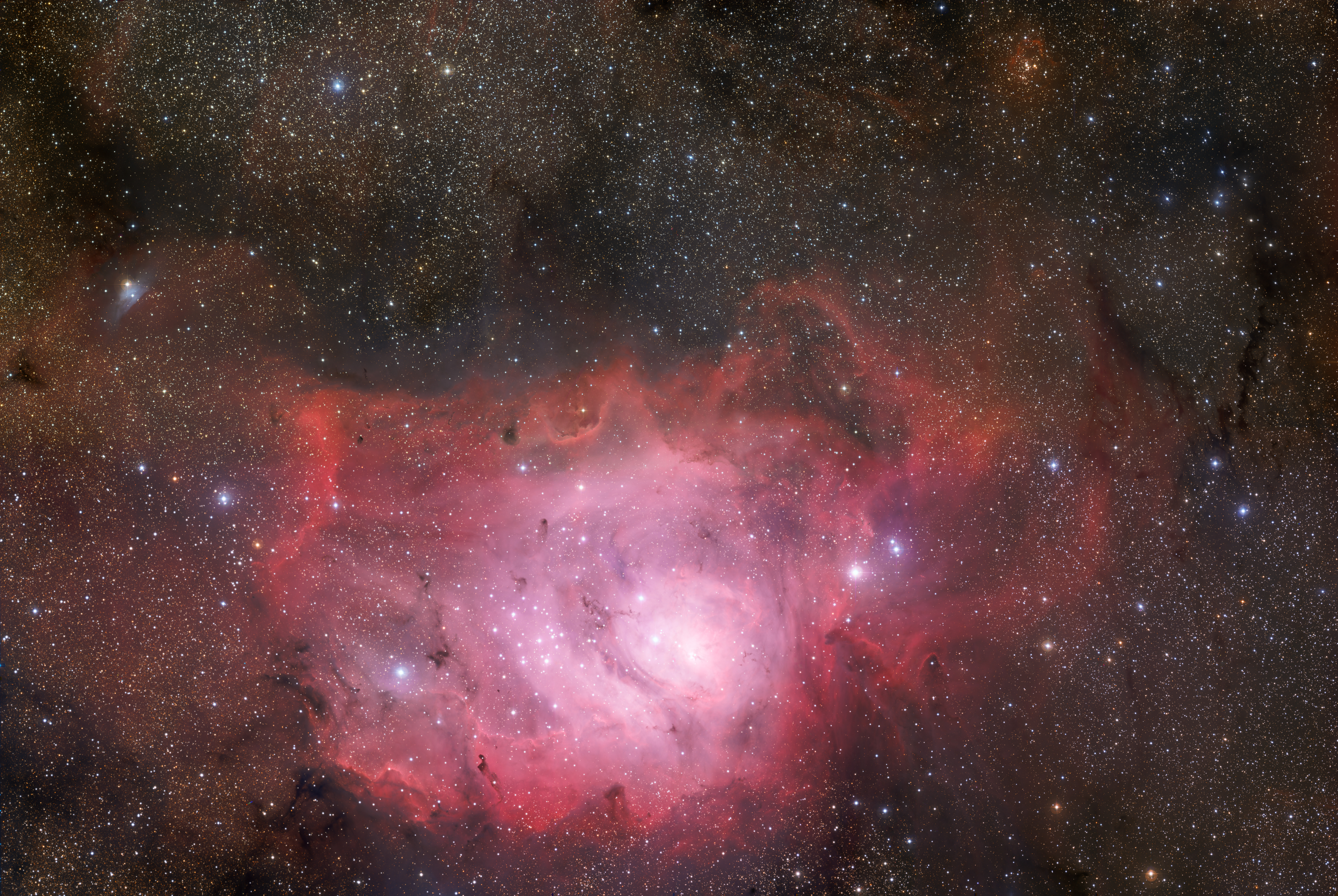
Lagunnebulosan fotograferad av La Silla-observatoriet i Chile. Fotot täcker mer än 1,5 båggrader, dvs en yta åtta gånger större än fullmånen.

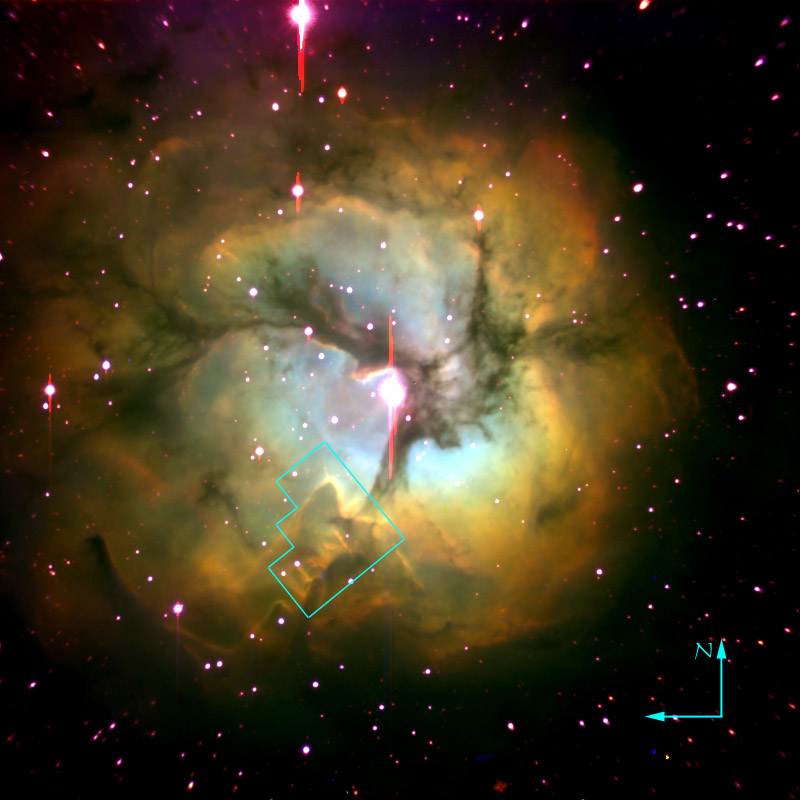
Trifidnebulosan fotograferad av Rymdteleskopet Hubble.

Stjärnbilden innehåller hela 15 Messierobjekt och åtskilliga andra intressanta objekt.

### Stjärnhopar
- Messier 18  (NGC 6613) är en  öppen stjärnhop.
- Messier 21 (NGC 6531) är en  öppen stjärnhop.
- Messier 22 (NGC 6656) är en klotformig stjärnhop.
- Messier 23 (NGC 6494) är en  öppen stjärnhop.
- Skyttens stjärnmoln (Messier 24, IC 4715) är en del av Vintergatans ena arm.
- Messier 25 (IC 4725) är en  öppen stjärnhop.
- Messier 28 (NGC 6626) är en klotformig stjärnhop.
- Messier 54 (NGC 6715) är en klotformig stjärnhop.
- Messier 55 (NGC 6809) är en klotformig stjärnhop.
- Messier 69 (NGC 6637) är en klotformig stjärnhop.
- Messier 70 (NGC 6681) är en klotformig stjärnhop.
- Messier 75 (NGC 6864) är en klotformig stjärnhop.

### Galaxer
- NGC 6822 (Barnards galax, Caldwell 57) är en oregelbunden stavgalax.

### Nebulosor
- Lagunnebulosan (Messier 8 eller NGC 6523) är en  emissionsnebulosa.
- Omeganebulosan (Svannebulosan, Messier 17 eller NGC 6618) är en emissionsnebulosa.
- Trifidnebulosan (Messier 20 eller NGC 6514) är en kombination av öppen stjärnhop, emissionsnebulosa, reflektionsnebulosa och mörk nebulosa.

## Landskapsstjärnbild
Skytten är Närkes landskapsstjärnbild.